# Unione Sportiva Tempio 1946
La Unione Sportiva Tempio 1946 és un club de futbol italià de la ciutat de Tempio Pausania.
Evolució del nom:
- 1946: Società Educazione Fisica Gallura Tempio
- 1957-58: Società Educazione Fisica Tempio
- 1961-62: Società Educazione Fisica Tempio Pausania
- 1962-63: Unione Sportiva Tempio
- 2008: A.S.D. S.E.F. Tempio Pausania
- 2017: Unione Sportiva Tempio 1946

## Palmarès
- Serie D
  - 2006–07
- Eccellenza Sardinia
  - 2005–06
- Prima Categoria Sardinia
  - 2008–09 (Girone D)